# 天より高く!
『天より高く!』（てんよりたかく!）は、浅美裕子による日本の漫画作品。馬術を題材としている。

## あらすじ
北海道のウッディライディングスクールの森夕騎は、従姉弟の杏子から毎日叱責されるものの近づくクラブ対抗戦にやる気が出ないでいた。その理由は、去年の対抗戦で騎乗して思い入れの強いクリゲゴールド(くり子)が競技から引退して乗れなくなったため。そんな中、くり子を想って涙ぐむ夕騎の前に2メートル近くある生け垣を飛び越えて葦毛の馬が現れる。

## 登場人物
森 夕騎（もり ゆうき）
本作の主人公。中学1年生。幼くして母親を亡くし、ウッディライディングスクールに引き取られている。引き取られた直後は反抗的で乱暴者だったが、クリゲゴールド（くり子）に乗るようになってからは人が変わったように優しい性格となる。くり子に乗りながら乗馬を学び、わずか半年でクラブ対抗戦のジュニア部門で優勝する。その後、くり子は高齢のため競技から引退。自身もくり子以外の馬には乗らないことにしていたが、目の前に現れたヘリオスを見て気持ちが変化していく。

## 馬
ヘリオス